# Banchetto nuziale di Maria de' Medici ed Enrico IV di Francia

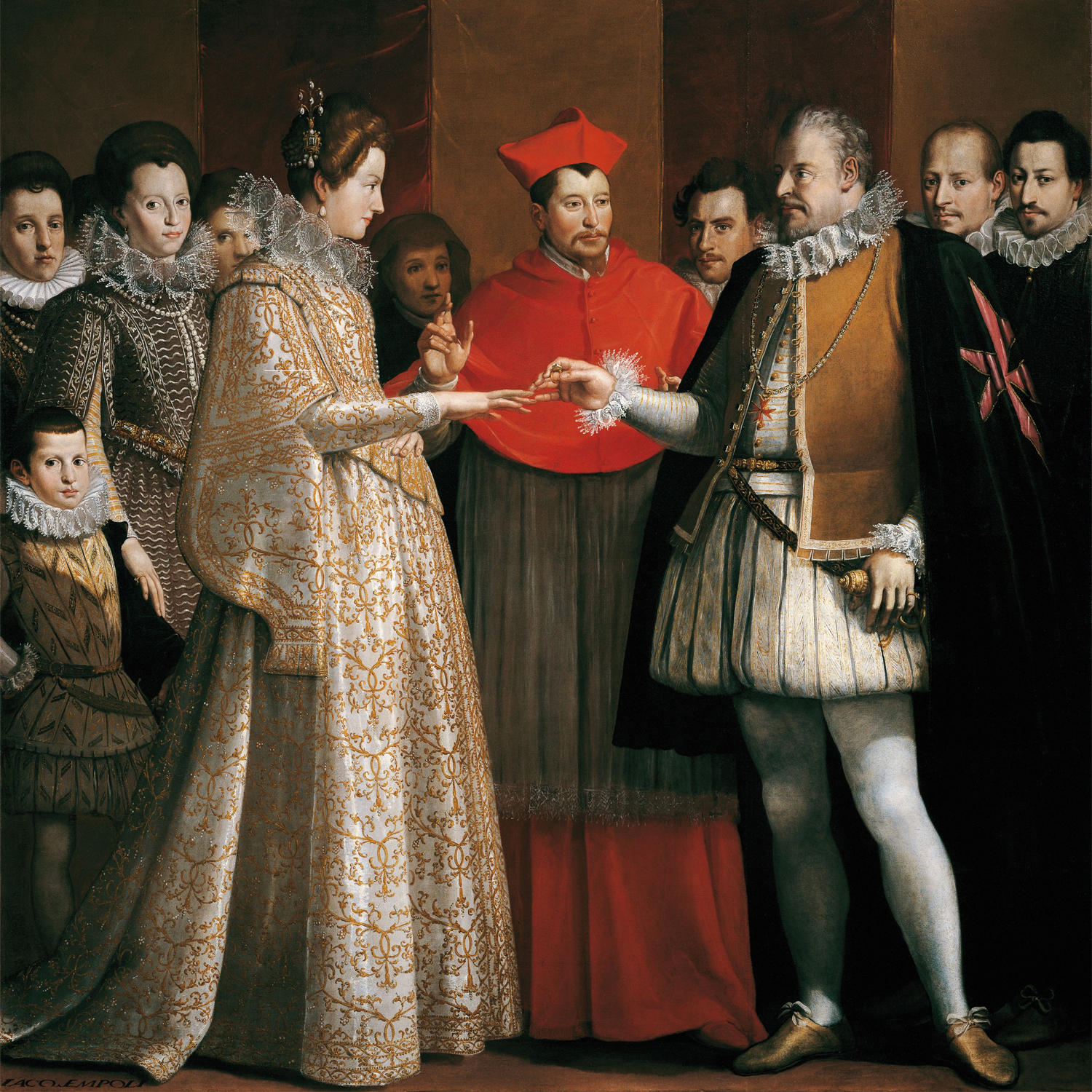
Matrimonio per procura di Maria de' Medici con Enrico IV di Francia, rappresentato da Ferdinando I, granduca di Toscana.

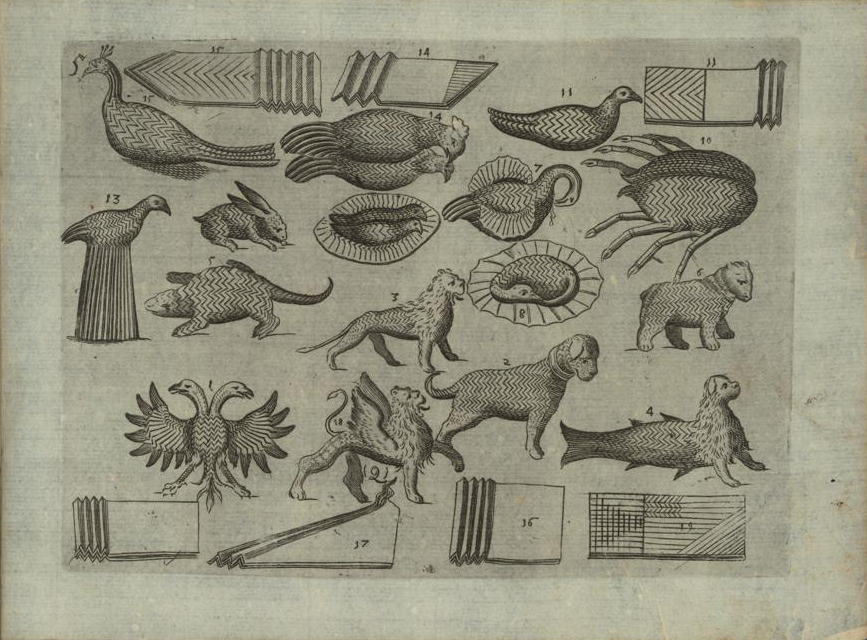
Animali piegati con “spina pesce” che potevano essere sulla tavola degli augusti sposi

Il banchetto nuziale di Maria de' Medici ed Enrico IV di Francia fu uno dei pranzi fra i più sontuosi e scenografici della storia.
In assenza del re impegnato in una nuova guerra, lo storico banchetto nuziale è stato celebrato per procura il 5 ottobre 1600 a Firenze nel Salone dei Cinquecento illuminato da infiniti lumi  del Palazzo Vecchio.

## Descrizione
Il dettaglio del banchetto è giunto fino ad oggi grazie, in particolare, a Michelangelo Buonarroti il Giovane che fu incaricato di redigere, secondo l'uso, una “Descrizione”: esso  riporta tutti gli allestimenti progettati dall'architetto-scultore-scenografo Bernardo Buontalenti per la tavola regia e da Jacopo Ligozzi autore di una  gigantesca credenza rivestita di metallo prezioso a forma di giglio nonché delle apparecchiature, caratterizzate, tra l'altro, dalla presenza di statue in zucchero di Giambologna e delle virtuosistiche piegature di tovaglioli di lino inamidati. 
Documentata è anche la quantità impressionante di portate: 26 piatti freddi (ad esempio Pavoni rivestiti, Fortezze piene d'uccelleti vivi, Piccioni torraioli alla catalana...), 18 secondi piatti caldi (tra cui Ortolani con fette di pan dorato, Bianco mangiare in fette, Torte verdi alla milanese...), 10 secondi piatti caldi (tra cui Porchette ripiene,  Pasticcio ovato d'oglia potrida, Stame o coturnice alla franzese...), formaggio (raviggiolo, marzolino) cialdoncini e  frutta (azzeruole, Pere cotognie in gelo, Pesche in vino...).
Il pranzo fu allietato da un Dialogo cantato da Giunone e Minerva con musica di Emilio de' Cavalieri sui versi di Giovan Battista Guarini. La musica è perduta, mentre il testo fu inserito nel resoconto del Buonarroti e tradotto in francese e pubblicato a Lione nel 1604.
Dal 10 marzo al 7 giugno 2015, con il patrocinio di Expo Milano 2015,  la Galleria Palatina di Palazzo Pitti ospita una mostra dedicata alla rievocazione di questo banchetto: è intitolata Dolci trionfi e finissime piegature. Sculture in zucchero e tovaglioli per le nozze fiorentine di Maria de' Medici".